# Beania uniarmata
Beania uniarmata är en mossdjursart som beskrevs av Charles Henry O'Donoghue och de Watteville 1944. Beania uniarmata ingår i släktet Beania och familjen Beaniidae. Inga underarter finns listade i Catalogue of Life.